# Ёцугана

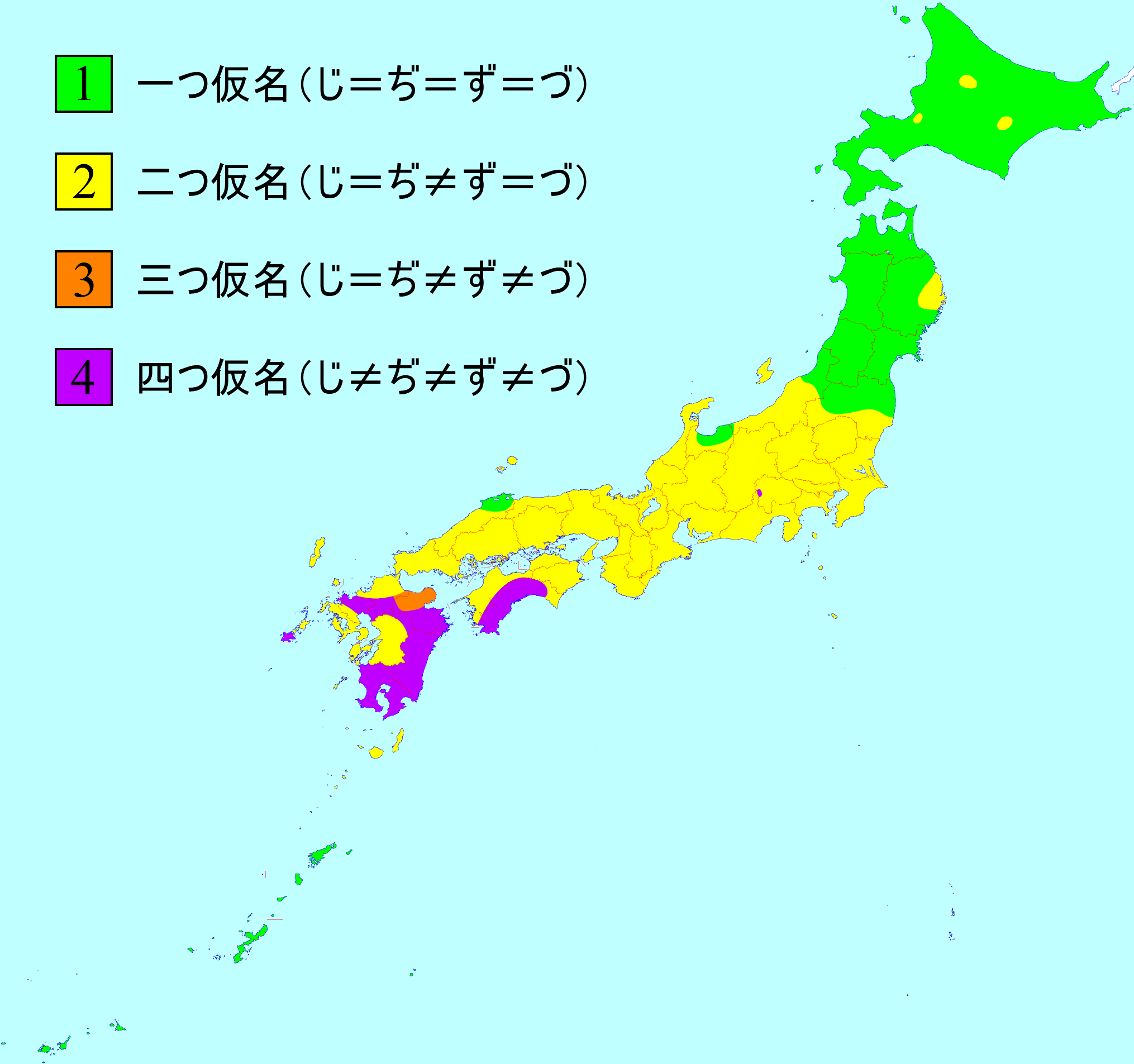
Региональные различия фонем. Сверху вниз
1 фонема (ジ = ヂ = ズ = ヅ)
2 фонемы (ジ = ヂ ≠ ズ = ヅ)
3 фонемы (ジ = ヂ ≠ ズ ≠ ヅ)
4 фонемы (ジ ≠ ヂ ≠ ズ ≠ ヅ)

Ёцугана (яп. 四つ仮名, буквально «четыре [знака] каны») — название четырёх знаков японской письменности: в хирагане — じ, ぢ, ず, づ, в катакане — ジ, ヂ, ズ, ヅ (в системе Поливанова: дзи, дзи, дзу, дзу; в системе Хэпбёрна: ji, ji, zu, zu; в Ниппон-сики — zi, di, zu, du). Они произносились различно вплоть до японского Средневековья, скорее всего, слившись в XVI веке или первой половине XVII века. В XX веке в токийском диалекте эти фонемы имели два чтения, это отражено в системе Поливанова. В других диалектах они имеют от одного (общего на всех) до четырёх разных чтений.

## Современное использование каны
Различия в написании слов с ёцуганой остались даже после того, как в токийском диалекте они слились. Вскоре после Второй мировой войны были введены новые правила использования каны. Новые правила предполагали использование всего двух знаков каны: дзи (ジ) и дзу (ズ), их пары используются только в виде исключения, при возникновении рэндаку (озвончения согласного звука, как слове 神無月 каннадзуки, «десятый месяц лунного календаря», образованного от слова 月 цуки, «месяц») или если звонкая ヂ или ヅ следуют за своей глухой парой: つづく цудзуку, то есть, если слово можно записать с помощью значка повторения. В качестве послабления, регионам, где ёцугана имеет три или четыре чтения, было разрешено писать согласно произношению. Изменение правил канадзукай в 1986 году заменило это послабление примечанием о необязательности строгого исполнения правила.

## Современные диалектные различия
| Диалекты             | дзи (ヂ)     | дзи (ジ)    | дзу (ヅ)     | дзу (ズ)    |
| -------------------- | ------------ | ----------- | ------------ | ----------- |
| Токио (литературный) | [d͡ʑi], [ʑi]  | [d͡ʑi], [ʑi] | [d͡zu͍], [zu͍]  | [d͡zu͍], [zu͍] |
| Север Тохоку, Идзумо | [d͡ʑi]        | [d͡ʑi]       | [d͡ʑi]        | [d͡ʑi]       |
| Юг Тохоку            | [d͡zu͍]        | [d͡zu͍]       | [d͡zu͍]        | [d͡zu͍]       |
| Коти                 | [di] ~ [dzi] | [ʑi]        | [du͍] ~ [dzu͍] | [zu͍]        |
| Кагосима             | [d͡ʑi]        | [ʑi]        | [d͡zu͍]        | [zu͍]        |